# Allogamasellus heteropilus
Allogamasellus heteropilus är en spindeldjursart som beskrevs av Wolfgang Karg 1977. Allogamasellus heteropilus ingår i släktet Allogamasellus och familjen Ologamasidae. Inga underarter finns listade i Catalogue of Life.